# كوه زر (قهاب رستاق)
کوه زر (بالفارسية: کوه زر) هي مستوطنة تقع في إيران في قسم قهاب رستاق الريفي. يقدر عدد سكانها بـ 494 نسمة .